# 高橋賢司
高橋 賢司（たかはし けんじ、1971年9月3日 - ）は、産業経済新聞社の社員（大阪本社勤務）で、同社発行の競馬専門紙競馬エイトのトラックマン。

## 経歴
岩手県花巻市出身。関西大学経済学部経済学科卒業後、産経新聞に入社。暫くして競馬エイトに配属され、今に至る。紙面では関西のコース担当。
2007年、35歳で『DREAM競馬』のコメンタリー陣に加えられ、2010年からは後継番組『競馬beat』→『KEIBA BEAT』において京都・阪神のレース解説を担当している。
2019年4月時点ではOBCドラマティック競馬（ラジオ大阪）でレース予想と解説を行っている。
地元岩手県の水沢競馬に所属していたメイセイオペラのフェブラリーステークス制覇に勇気づけられたというが、『KEIBA BEAT』のプロフィールでは制覇した年を間違えている。